# Pi d'en Xandri
El pi d'en Xandri és un pi pinyoner (en llatí Pinus pinea) monumental situat en el territori del parc rural de Torre Negra a Sant Cugat del Vallès amb uns 250 anys (segons una anàlisi dendrològica va germinar l'any 1774).
L'arbre té una alçada de 23 metres, un perímetre de 3,20 metres de tronc i un gruix de soca de 3,60 metres. La seva capçada té una amplada de 21 per 15 metres. Es diu d'en Xandri perquè es troba en terres que antany van ser propietat d'un pagès anomenat Xandri.

## Símbol de la lluita de Sant Cugat per preservar l'entorn natural
Els departaments jurídics de l'Ajuntament i Núñez i Navarro han esmerçat molts recursos durant els darrers 30 anys per presentar recursos, apel·lacions i impugnacions i el pi d'en Xandri ha esdevingut un símbol d'identitat de Sant Cugat i en particular dels esforços ciutadans per protegir l'ambient natural del municipi. A més a més perquè es troba tot just a prop del camí que porta a l'ermita de Sant Medir a la serra de Collserola.
El Pla general metropolità del 1976, que marcava com havia de créixer la ciutat, incorporava 170 hectàrees de Torre Negra com a zona urbanitzable no programada.
Amb l'expectativa d'urbanitzar el terreny, l'any 1985, l'empresa immobiliària Núñez i Navarro va comprar el 56% de Torre Negra. Una dècada més tard, quan encara no s'havia programat l'urbanisme, un moviment ciutadà que va ser acollit per la unanimitat dels grups polítics va fer que s'accelerés l'inici dels tràmits per preservar la zona.
Malgrat que sempre ha estat molt estimat per tots els sancugatencs, al 1997 hi va haver un intent de tallar l'arbre i de calar-hi foc – presumptament per part d'una colla de joves encarregats per Núñez i Navarro –, però aquest acte de vandalisme gratuït o intencionat va fracassar i gràcies a extenses mesures de manteniment i de suport el pi es va recuperar i avui en dia torna a gaudir de bona salut. L'atac al Pi d'en Xandri va revolucionar la defensa de la preservació fins al punt de provocar la manifestació més multitudinària que es recorda a Sant Cugat.
Paral·lelament, Núñez i Navarro i els altres propietaris de l'indret van instar l'Ajuntament a donar llum verda a la construcció de 2.800 habitatges. Aquest projecte significava l'edificació de gairebé el 17% de Torre Negra.
L'Ajuntament va intentar protegir la zona modificant el PGM i qualificant la zona com a no urbanitzable, essencialment pels seus valors ambientals, naturals i paisatgístics. Aquesta modificació seria aprovada definitivament per la Generalitat de Catalunya l'any 2003. Però seria recorreguda per Núñez i Navarro. Al mateix temps es va negar a tramitar els Programes d'Actuació Urbanística (PAU) presentats per la constructora els anys 1998 i 2001, decisions que van ser recorregudes als tribunals per la constructora.
El Tribunal Superior de Catalunya es va pronunciar a favor dels recursos presentats la constructora contra la decisió de l'Ajuntament de no tramitar els Programes d'Actuació Urbanística del 1998 i del 2001, l'Ajuntament va recórrer les sentències però es va veure obligat a tramitar-los per interlocutòries del tribunal. Tanmateix va acabant denegant el dos PAU, decisió que seria considerada correcta pel TSJC en sentències de 2010 i 2013 sobre dels recursos presentats per la constructora, la constructora va presentar recurs al Tribunal Suprem, que va confirmar l'actuació correcta de l'Ajuntament en sentències de 2014 i 2015.
L'any 2009 el TSJC va fer pública la sentència del recurs presentat per la constructora contra la decisió de la Generalitat de Catalunya de 2003 de considerar la zona com a sòl no urbanitzable pel seu valor mediambiental, cosa que negava el tribunal. L'Ajuntament va reaccionar suspenent les llicències urbanístiques i va decidir emprendre una nova modificació del PGM. Posteriorment el TSJC també va anul·lar altres intents de protecció per modificacions del PGM o la inclusió de Torre Negra dins del Parc Natural de Collserola.
L'any 2016 l'ajuntament va iniciar una altra modificació del PGM que seria aprovada definitivament l'any 2018 per la Generalitat de Catalunya. Finalment, el juliol de 2022 el TSJC es va pronunciar contra el recurs presentat per Núñez i Navarro contra la modificació del PGM de 2018 que protegia la zona de Torre Negra per motius urbanístics ordinaris. Els petits propietaris van decidir presentar una demanda per tal d'aconseguir indemnitzacions i Núñez i Navarro recórrer al Tribunal Suprem.